# Ampulex mocsaryi
Ampulex mocsaryi är en  stekelart som beskrevs av Kohl 1898. Ampulex mocsaryi ingår i släktet Ampulex och familjen Ampulicidae. Inga underarter finns listade i Catalogue of Life.